# Verőce
Verőce är en ort i Ungern.   Den ligger i provinsen Pest, i den nordvästra delen av landet, 40 km norr om huvudstaden Budapest. Verőce ligger 113 meter över havet och antalet invånare är 3 352.
Terrängen runt Verőce är kuperad åt sydväst, men åt nordost är den platt. Verőce ligger nere i en dal. Runt Verőce är det ganska tätbefolkat, med 149 invånare per kvadratkilometer. Närmaste större samhälle är Vác, 9,3 km sydost om Verőce. I omgivningarna runt Verőce växer i huvudsak lövfällande lövskog.